# 北麥肯齊 (北達科他州)
北麥肯齊（英語：North McKenzie）是位於美國北達科他州麥肯齊縣的一個未組織地區。

## 地方資料
北麥肯齊的面積為1034.83平方千米，當中陸地面積為982.11平方千米，而水域面積為52.72平方千米。根據2010年美國人口普查的數據，當地共有人口417人，而人口密度為每平方千米0.4人。